# Polymixis caerulescens
Polymixis caerulescens är en fjärilsart som beskrevs av Jean Baptiste Boisduval 1840. Polymixis caerulescens ingår i släktet Polymixis och familjen nattflyn. Inga underarter finns listade i Catalogue of Life.